# Contextual Query Language
CQL — (англ. Common Query Language — універсальна мова запитів, або ж англ. contextual query language — контекстуальна мова запитів) — формальна мова для представлення запитів до систем інформаційного пошуку таких як пошукові системи, бібліографічні каталоги та музейні інформаційні колекції. Побудована на семантиці Z39.50, ціль її створення є в тому, щоб запити могли бути легко прочитані та написані людиною, та мова була достатньо зрозумілою при підтримці виразів складніших мов запитів. CQL розроблена та підтримується агенцією підтримки Z39.50, що є у складі Бібліотеки Конгресу.